# 挪威足球協會
挪威足球協會（挪威語：Norges Fotballforbund，簡稱NFF）是挪威的足球主管團體，總部設於奧斯陸，負責組織挪威各級別足球聯賽（最高級別是挪威足球超级联赛）及挪威國家足球隊。
挪威足球協會於1908年加入國際足協，而在1954年成為歐洲足協會員。

## 歷屆主席
自2010年以来：
- 英维·哈伦（英语：Yngve Hallén） (2010–2016)
- 泰耶·斯文森 (2016–2022)
- 莉塞·克拉韦内斯 (2022–)

## 外部連結
- Official website of The Norwegian Football Association (NFF) in Norwegian and (partially) in English （页面存档备份，存于）
- Norway （页面存档备份，存于） at FIFA site
- Norway （页面存档备份，存于） at UEFA site